# Баргов, Анатолий Николаевич
Анатолий Николаевич Баргов (род. 22 июля 1955 года, Магнитогорск, Челябинская область, РСФСР, СССР) — российский художник, член-корреспондент РАХ (2022).

## Биография
Родился 22 июля 1955 года в Магнитогорске Челябинской области, живёт и работает в Саранске Республики Мордовия.
В 1991 году — окончил Чувашский государственный педагогический институт имени И. Я. Яковлева, где учился у Р. Ф. Федорова.
С 1995 года — член Союза художников России, с 2010 года — член Творческого союза художников России.
С 2004 по 2017 годы — профессор кафедры традиционной мордовской народной культуры и современного искусства Мордовии Мордовского государственного университета имени Н. П. Огарева.
В 2024 году — избран академиком Международной Академии культуры и искусства.
С 2002 по 2012 годы — председатель Правления, с 2017 по 2022 годы — член Правления Союза художников Республики Мордовия.
В 2015 году — избран почётным членом, а в 2022 году — членом-корреспондентом Российской академии художеств от Отделения живописи.

## Творческая деятельность
Основные произведения: триптих «Эрзянь озкс (Эрзянский праздник)» (2000 г.); «Праздник первой борозды» (2003 г., холст, масло, 130х200); «Вестник Победы» (2005 г., холст, масло, 80х100); «Шумбрат, фестиваль!» (2007 г., холст, масло, 110х150); «В воскресный день» (2009 г., холст, масло, 120х150); «Яблочная благодать, мордовские яблочки» (2011 г., холст, масло, 110х115); «Левитановский Плес» (2015 г., холст, масло, 90х70); «За невестой» (2019 г., холст, масло, 110х130); «Львовка» (2023 г., холст, масло, 50х34,5) и многие другие.
Произведения представлены в собрании Мордовского республиканского музея изобразительных искусств имени С. Д. Эрьзи (Саранск), Мордовского республиканского объединённого краеведческого музея имени И. Д. Воронина (Саранск), Темниковского историко-краеведческого музея имени Ф. Ф. Ушакова; Большеболдинского историко-художественного музейного комплекса, а также в частных коллекциях.
Участник международных, республиканских, региональных выставок с 1987 года. Персональные выставки прошли в Саранске (1997, 2000, 2009, 2015, 2018, 2020, 2022), Санкт-Петербурге (2009, 2013), Лукоянове (2011), Большом Болдино (2016, 2021), Пензе (2019).

## Награды
- Народный художник Республики Мордовия (2019)
- Заслуженный художник Республики Мордовия (2004)
- Благодарность Главы Республики Мордовия (2005, 2007)
- диплом СХР (2005, 2007, 2008, 2010)
- Лауреат премии Главы Республики Мордовия (2009)
- Серебряная медаль «Духовность-традиции-мастерство» СХР (2009, 2015)
- диплом Международного фонда «Культурное достояние» (2010)
- Серебряная медаль национальной премии «Русская галерея — XXI век» (2011)
- Почётная грамота Министерства культуры Российской Федерации (2011)
- Памятная медаль «В ознаменование 90 годовщины образования СССР» ЦК КПРФ (2012)
- Золотая медаль «Духовность — традиции — мастерство» СХР (2012)
- Медаль «За заслуги. В ознаменование 1000-летия единения мордовского народа с народами Российского государства» (2012)
- медаль «За национальное согласие» (2015)
- Серебряный орден «Служение искусству» Международной академии культуры и искусства (2015)
- Золотая медаль ТСХР (2015)
- Лауреат премии имени Степана Эрьзи (2021); Лауреат премии имени Ф. В. Сычкова (2022)

Награды РАХ
- Благодарность РАХ (2007)
- Серебряная медаль РАХ (2011)
- Диплом РАХ (2012)
- Почётная грамота РАХ (2020)